# 炼狱小镇
炼狱小镇（英語：Inferno），是由Valve开发的第一人称射击游戏《反恐精英》（Counter-Strike）系列中的一张多人对战地图。该地图最初在2001年反恐精英原版的更新中被创建，并且在系列的每一部作品中都有出现。尽管它被视为系列中的传统地图，但其设计与炙热沙城II（Dust II）等地图有所不同，拥有众多隐藏点和分支的狭窄路径。
该地图在2005年《反恐精英：起源》中进行了全面重制，更改了地图的大部分内容，并将背景从中东移至欧洲。2012年，该地图在《反恐精英：全球攻势》中回归，并在2016年的更新中进行了改进，对地图的地形和可视性进行调整。《反恐精英2》再次出现该地图，并进行了各种增强和画质升级。
自推出以来，炼狱小镇一直是反恐精英系列中最受欢迎的地图之一，无论是在休闲模式还是竞技模式中都深受玩家喜爱。该地图已经成为第一人称射击游戏领域内具有影响力的多人对战地图，在多个游戏中作为社区地图被使用，被誉为有史以来最优秀的多人对战地图之一。

## 地图设计
炼狱小镇是一张多人对战地图，游戏背景设定在可能位于意大利的一个欧洲小村庄。 和游戏中的其他除地图一样，玩家被分为恐怖分子队和反恐精英队两个阵营。恐怖分子的目标是将炸弹安装在地图上的A点B或点，或消灭所有反恐精英，反恐精英的目标是拆除炸弹或消灭所有恐怖分子。
与其他反恐精英地图相比，炼狱小镇的设计较为传统。反恐精英在游戏开始时掌控着地图的大部分区域，但这也让他们很难控制到每个点位。 由于炼狱小镇的路径数量众多，因此地图中有许多地方都可能发生交火，但地图中咽喉要道的交火要比其他地方多。
炼狱小镇有多个对双方都至关重要的咽喉要道，这些地点控制着地图的重要区域，也会成为双方争夺的热点。香蕉道（Banana）是一个大型的中央阶梯，是恐怖分子通往B点的最直接的路线。 除了香蕉道，地图的中间区域还存在其他两个交火频发的地点——中路（Middle）和匪桥（Bridge或称桥道）。中路是一条相对标准的通道，而匪桥则控制着前往A点的另一条路线，即侧道（Alt. Middle）。匪桥由两个由恐怖分子控制的地点连接，使得恐怖分子在进入侧道时具有一定优势。  除这些主要路线外，地图上还有多条支线通道，包括穿过公寓楼内部的路径，以及一个连接中路和侧道的排水道，称为下水道（Underpass）。 尽管结构独特，但炼狱小镇的胜负率是在反恐精英：全球攻势中相对均衡的。
这张地图还设有玩家可以射击的小鸡，作为对原始反恐精英地图義大利巷戰（cs_italy）的致敬；此外，在CSGO时期的地图中还隐藏了一个可以玩的井字游戏作为彩蛋。 为了纪念Mikhail "Dosia" Stolyarov在2017年Major赛事中用手雷创造的经典一击，地图的Pit（A坑）区域也加入了一个与此相关的涂鸦彩蛋。

## 演变与历史

### 初始版本

游戏反恐精英中最初版本的炼狱小镇，此时地图的背景为中东村庄

该地图于2001年作为反恐精英1.1版本更新的一部分首次加入游戏，同时推出的还有其他地图，例如殒命大厦和炙热沙城2。该地图由克里斯托弗·"Narby"·奥蒂（Christopher "Narby" Auty）在两周内设计完成，其初始背景设定在中东一个小村庄的叛乱据点。 地图的情节设定是恐怖分子意图摧毁石油管道，从而扰乱西方经济。这一版本的地图也出现在反恐精英：零点行动（Counter-Strike: Condition Zero）中。

### 反恐精英：起源
在反恐精英：起源中，该地图被完全重建，并重新设定为一个欧洲风格的村庄。在视觉效果更新的同时，地图的布局和玩法也发生了显著变化，其中多个地点被重新设计。例如，反恐精英的出生点从一条狭窄的小巷变为一个带有水井的开放庭院，原地图中的一些走廊和小巷被改造成建筑内部空间，而两个爆破点也进行了重新设计。

### 反恐精英：全球攻势

炼狱小镇在反恐精英：全球攻势中的炸弹安放A区

该地图作为反恐精英：全球攻势基础地图回归，并在起源版本的基础上进行了小幅图形增强和布局调整。起初改动不多，但包括移除恐怖分子出生点附近的一条走廊在内的一些改动逐步加入。 此外，地图引入了阵营设定，其中反恐精英方为英国特种空勤团（SAS），恐怖分子方为分裂主义者。由于分裂主义者的形象与西班牙的巴斯克分离主义组织（ETA）相似，这一设定在西班牙引发了争议。
2016年初，炼狱小镇被移出现役地图池进行更新，并由新版本的核子危机取代。 同年10月，该地图迎来了重大更新。狭窄的路径和视野范围被拓宽，为恐怖分子提供了更多进攻反恐精英的选择。 地图的图形进行了全面升级，移除了起源版本中的阴霾天气，使地图更具观赏性。2017年2月，更新后的炼狱小镇重新加入现役地图池，取代了炙热沙城2，并与前替代地图核子危机一同进入竞技比赛。 之后，炼狱小镇再次成为游戏中最重要且最受欢迎的竞技地图之一，并在之后的所有反恐精英大赛中持续被使用。

### 反恐精英2

炼狱小镇在反恐精英2中的炸弹安放A区

反恐精英：全球攻势的Source 2引擎更新（即反恐精英2）中，包括炼狱小镇在内的多张地图获得了基于新引擎特性的升级。2023年3月，反恐精英2公布时确认炼狱小镇将迎来更新。同年6月，反恐精英2版本的炼狱小镇截图在Twitter上泄露，随后Valve证实了截图的真实性，这些截图显示了重新设计的教堂内部、升级的爆破点和建筑设计，以及全地图的光影和图形改进。
2023年8月31日，反恐精英2限量测试期间，该地图的重新设计版本正式推出，并加入了竞技匹配模式。除已泄露的改动外，地图其他区域如“香蕉道”（Banana）也进行了调整。 2023年9月27日，反恐精英2正式发布并取代了反恐精英：全球攻势，炼狱小镇作为基础地图随游戏一同上线。

## 评价与影响

### 地图评价
炼狱小镇被加拿大媒体TheGamer和电竞媒体Dot Esports称为反恐精英：全球攻势中最佳地图之一。  2022年，炼狱小镇是仅次于荒漠迷城的游戏中休闲和竞技匹配模式中第二受欢迎的地图。在TheGamer和Dot Esports基于地图平衡性的排名中，炼狱小镇因其独特的风险与机遇并存的设计以及对新玩家的友好性被评为第一名。 英国电子游戏新闻网站Rock Paper Shotgun在地图设计分析中将其誉为游戏中五张“最传统”的地图之一。
在2023年初举行的反恐精英：全球攻势最后一届Major赛事中，炼狱小镇被披露为赛事历史上使用次数最多的地图，总计被使用263次，而荒漠迷城以243次名列第二。该地图曾出现在除2016年科隆和2017年亚特兰大外的所有Major赛事中，这两次赛事举办时该地图正处于更新期。

### 争议与专业评论
2016年初，核子危机取代炼狱小镇进入现役地图池，此举引发了争议。当时的世界冠军战队SK Gaming的队长Gabriel "FalleN" Toledo表示，他更希望移除古堡激战或炙热沙城2而非炼狱小镇。9月，电竞媒体Dot Esports批评Valve在更换现役地图池时缺乏透明度，认为这一变动对职业队伍的训练安排造成了负面影响。同年10月，炼狱小镇的重置设计被电竞赞助商Red Bull的克里斯·希金斯（Chris Higgins）评价为削弱了反恐精英方的优势，为恐怖分子提供了更多选择和掩护，以便布置炸弹。Dot Esports还指出，北美职业电竞队伍在2015年的炼狱小镇表现历来糟糕，主要原因是缺乏有效的策略，导致比赛失利。文章强调，该地图需要反恐精英方高度纪律性和精细的战术，而这是欧洲队伍的强项。
2023年，反恐精英2中炼狱小镇新版本的泄露图在Twitter上引发热议。Dot Esports的基里尔·斯托伊洛夫（Kiril Stoilov）称该地图“如此生动和细致，让人无法不为之惊叹”，并特别提到教堂内部的完全重建以及对两个爆破点的改动。 在2023年8月地图正式发布后，新设计获得了社区的高度评价。社交论坛Reddit上的热门评论认为炼狱小镇“真正超越了旧设计”。

### 影响
游戏博客网站Kotaku的亚历克斯·沃克（Alex Walker）将炼狱小镇誉为电子游戏中最优秀的多人地图之一， 而《PC Gamer》杂志的埃文·拉赫蒂（Evan Lahti）则将其选为2010年代最佳游戏关卡。在瑞典乌普萨拉大学的一项关于电子游戏多人关卡设计的研究中，炼狱小镇与荒漠迷城、死城之谜（中国大陆玩家俗称为叉车）和炙热沙城一道作为案例分析对象。
游戏《使命召唤：现代战争3》发布后，炼狱小镇成为《使命召唤4：现代战争》PC端一款热门社区自制模组地图。